# Mindaugas Griškonis
Mindaugas Griškonis (Vilnius, 17 de janeiro de 1986) é um remador lituano, medalhista olímpico.

## Carreira
Griškonis competiu nos Jogos Olímpicos de 2008, 2012 e 2016. Em suas duas primeiras participações disputou o skiff simples, ficando na oitava colocação geral em ambas as ocasiões.
No Rio de Janeiro, em 2016, disputou o skiff duplo e conquistou a medalha de prata com Saulius Ritter.